# Deep Shit
Deep Shit is een komische en absurdistische televisieserie van BNNVARA uit 2021 met Jennifer Hoffman en Fockeline Ouwerkerk. De huisvrouwen Veerle (Jennifer Hoffman) en Sara (Fockeline Ouwerkerk) wonen in een VINEX-wijk en trekken de dagelijkse beslommeringen niet meer. Na een ontmoeting in het pad van de wijnen van de lokale supermarkt beseffen beiden hoe vastgeroest hun leven is. Ze besluiten hun leven om te gooien en beginnen een spannend dubbelleven dat al snel volledig uit de hand loopt.
Seizoen 1 bestaat uit 8 afleveringen en werd uitgezonden van 17 oktober tot 28 november 2021.

## Rolverdeling
| Acteur                 | Personage                        |
| ---------------------- | -------------------------------- |
| Jennifer Hoffman       | Veerle                           |
| Fockeline Ouwerkerk    | Sara                             |
| Sieger Sloot           | Bert (man van Veerle)            |
| Andre Dongelmans       | Martijn (man van Sara)           |
| Ayla Çekin Satijn      | Debby (verkoopster dierenwinkel) |
| Tarik Moree            | Tarik (onhandige overvaller)     |
| Vincent van der Valk   | Romano (misdaadverslaggever)     |
| Louise Kaptijn         | Nectarine (dochter van Veerle)   |
| Jayden Mvuama          | Zilver (zoon van Sara)           |
| Isacco Limper          | Knoert (zoon van Sara)           |
| Jaike Belfor           | Sherida (camping beheerder)      |
| Marieke Heebink        | Annemarie (nieuwschef Sara)      |
| Michiel Nooter         | Cor (campingbewoner)             |
| Isabelle Kafando       | Randy (medewerker tankstation)   |
| Dick van den Toorn     | Wies (beheerder kinderboerderij) |
| Fahd Larhzaoui         | Adem (kapper)                    |
| Rick Paul van Mulligen | Ricky (medewerker supermarkt)    |
| Korneel Evers          | medewerker bouwmarkt             |

## Afleveringen

#### Seizoen 1
| Nr | Titel               | Originele uitzenddatum |
| -- | ------------------- | ---------------------- |
| 1  | Cavia               | 17 oktober 2021        |
| 2  | Metamorfose         | 24 oktober 2021        |
| 3  | Hide out            | 31 oktober 2021        |
| 4  | Consultatiebureau   | 7 november 2021        |
| 5  | Misdaadverslaggever | 14 november 2021       |
| 6  | Code rood           | 21 november 2021       |
| 7  | Legolas             | 28 november 2021       |
| 8  | Scoop               | 28 november 2021       |